# Matakana
Matakana – miasto w Nowej Zelandii, na Wyspie Północnej, w regionie Auckland.